# Total (álbum)
Total é o quinto álbum de estúdio da cantora brasileira Wanessa Camargo. Lançado em 21 de agosto de 2007, o álbum trouxe os singles "Não Tô Pronta Pra Perdoar" e "Me Abrace" com a banda mexicana Camila. O projeto gráfico do disco foi assinado por Giovanni Bianco, que também criou o projeto gráfico dos álbuns de Madonna.

## Antecedentes
Durante seus primeiros anos de carreira Wanessa não colocava nomes em seus álbuns, isso começou a mudar no seu primeiro DVD ao vivo Transparente: "Eu não conseguia pôr um nome porque, por exemplo, se eu colocasse o nome de uma música estaria sendo injusta com as outras. Desde o primeiro CD foi assim e depois resolvi não mexer, sou meio supersticiosa. No quarto eu coloquei "Transparente" que era o nome do show, daí vi que era uma bobeira isso. Depois eu deixei só W". Sobre o nome escolhido do disco Total a cantora explica: "Eu trabalhei em todas as etapas. Eu sempre fui romântica, mas o momento em que vivo é muito grande. Eu procuro músicas relacionadas ao que estou vivendo. Neste CD tem um amor mais feliz, passa a ideia de um amor mais completo". A cantora também mudou seu visual para o álbum, passou a usar um corte chanel e roupas mais elegantes e discretas; segundo ela a mudança veio de algo interno.

## Produção e lançamento
A primeira faixa de trabalho foi "Não Tô Pronta Pra Perdoar", versão de "Not Ready to Make Nice do grupo country estadunidense Dixie Chicks. Wanessa também canta um dueto com o italiano Gigi D'Alessio na canção "Um Coração Apaixonado", versão da música "Un Cuore Malato", dueto entre D'Alessio e a cantora Lara Fabian. O CD está conhecido como o que mais tem misturas de ritmos, desde o forró ("Me Pega de Jeito") ao country ("Demais"). A cantora assina sete das quinze composições gravadas no álbum, sendo que na faixa bônus "Me Abrace", acrescentada ao álbum em 2008, Wanessa compôs os trechos em português da música Além disso, traz a música "Apareceu Você" (composta e escrita pela própria Wanessa) que é dedicada ao marido Marcos Buaiz. Além de "Não Tô Pronta Pra Perdoar", Total também traz a música "Independente (Ladies Night)", que fez parte da trilha sonora da novela Beleza Pura, da Rede Globo. Total foi relançado em 2008, contendo como faixa bônus, a música "Me Abrace", cantada por Wanessa em parceria com o trio mexicano Camila.

## Recepção
Me Abrace aparece entre as 100 músicas mais tocadas de 2008 na posição 22 tendo tocado 11.394 vezes naquele ano

## Lista de faixas
| N.º | Título                                               | Compositor(es)                                              | Duração |  |
| 1.  | "Vivo por Mim (Looking for Me)"                      | Wanessa Camargo / Jason Deere / Keith Follesé               | 3:27    |  |
| 2.  | "Apareceu Você"                                      | Karla Aponte / César Lemos / Wanessa Camargo                | 3:20    |  |
| 3.  | "Amuleto Protetor"                                   | César Lemos / Karla Aponte                                  | 3:26    |  |
| 4.  | "Eu Nasci Só pra Você"                               | Val Martins / Sérgio Knust / Zé Enrique / Marcelão          | 4:05    |  |
| 5.  | "Não Tô Pronta pra Perdoar (Not Ready to Make Nice)" | Milton Guedes / Natalie Maines / Emily Robison / Dan Wilson | 3:52    |  |
| 6.  | "Independente (Ladies Night)"                        | César Lemos / Karla Aponte / Wanessa Camargo                | 3:03    |  |
| 7.  | "Eu Voltei (23 Days)"                                | Wanessa Camargo / Jason Deere / Keith Follesé               | 3:59    |  |
| 8.  | "Me Abrace"                                          | Mario Alberto Domínguez Zarzar / Wanessa Camargo            | 3:47    |  |
| 9.  | "Me Pega de Jeito"                                   | Alvaro Socci                                                | 3:36    |  |
| 10. | "Só Se Vive uma Vez (Emma)"                          | Jason Deere / Cláudio Rabello                               | 4:09    |  |
| 11. | "Sorte"                                              | Wanessa Camargo / César Lemos / César Augusto               | 3:47    |  |
| 12. | "Estou Em Suas Mãos"                                 | Frederico / Cristiano                                       | 4:16    |  |
| 13. | "Demais"                                             | Wanessa Camargo / César Lemos / Zezé di Camardo             | 3:11    |  |
| 14. | "Vi Anjos"                                           | João Ramalho                                                | 4:07    |  |
| 15. | "Um Coração Apaixonado (Un Cuore Malato)"            | Gigi D’Alessio / Adriano Penino / Mogol / Fernando Mello    | 4:25    |  |

| Relançamento |                          |                                                  |         |  |
| N.º          | Título                   | Compositor(es)                                   | Duração |  |
| 16.          | "Me Abrace" (com Camila) | Mario Alberto Domínguez Zarzar / Wanessa Camargo | 3:49    |  |

## Total (CD Zero)
Total (CD Zero) é um EP lançado por Wanessa Camargo contendo cinco faixas, comercializado antes do lançamento do álbum Total completo, assim que foi lançado o primeiro single "Não Tô Pronta Pra Perdoar". O trabalho contém, além da primeira musica de  trabalho, as canções "Independente (Ladies Night)" e "Me Pega De Jeito", singles promocionais do álbum, "Apareceu Você" e "Me Abrace", que posteriormente seria o segundo single lançado.

### Faixas
| N.º | Título                                               | Duração |  |
| 1.  | "Não Tô Pronta pra Perdoar (Not Ready to Make Nice)" | 4:11    |  |
| 2.  | "Independente (Ladies Night)"                        | 3:00    |  |
| 3.  | "Me Abrace"                                          | 3:47    |  |
| 4.  | "Apareceu Você"                                      | 3:18    |  |
| 5.  | "Me Pega de Jeito"                                   | 3:34    |  |